# 荷特-歐蘭症候群
荷特-歐蘭症候群（英語：Holt–Oram syndrome），是一種遺傳病，其會導致與服用沙利竇邁的孕婦所誕下的嬰兒有相似的異常，心臟及骨骼主為受影響，故又稱為心手症候群。此疾病以Mary Holt和Samuel Oram的名字命名，他們於1960年發表了一篇論文報告此症候群。
此遺傳病未有發生率的推估。
遺傳方面，其遺傳方式為體染色體顯性遺傳，但經常為偶發的新突變，而且表現得有多樣性。